# August Müller (Politiker, 1873)
August Müller (* 20. November 1873 in Wiesbaden; † 1946 in Berlin) war ein deutscher Nationalökonom, Publizist und Politiker (SPD, DDP). 1918/1919 war er für die SPD Reichswirtschaftsminister (damalige Bezeichnung: Staatssekretär im Reichswirtschaftsamt).

## Leben und Beruf
August Müller besuchte die Volksschule und absolvierte zunächst eine Gärtnerlehre. Seit 1896 arbeitete er als Gewerkschaftssekretär. Auf Empfehlung von Adolph von Elm trat er am 1. Februar 1898 die Stelle des 2. Redakteurs bei der Magdeburger Volksstimme an. 1900 unterbrach er seine berufliche Tätigkeit und studierte in Zürich Nationalökonomie. Obgleich er kein Abitur hatte, wurde er als Doktorand angenommen und promovierte zum Dr. jur. publ. et rer. cam. mit der Bestnote summa cum laude. 1909 wurde er Vorstandsmitglied des Zentralverbandes deutscher Konsumvereine (ZdK). Von 1920 bis 1933 war er Mitglied des Vorläufigen Reichswirtschaftsrates. Darüber hinaus wirkte er als außerordentlicher Professor in Berlin.
In den Sozialistischen Monatsheften veröffentlichte er zwischen 1905 und 1919 insgesamt 12 Aufsätze.

## Partei
Er trat während der Zeit des Deutschen Kaiserreiches in die SPD ein. Müller war Mitglied des rechten Flügels der Sozialdemokratie und sprach sich im Ersten Weltkrieg für Annexionen von belgischen Gebieten aus. 1925 wechselte er zur Deutschen Demokratischen Partei (DDP). 1929 trat er aus der DDP aus.

## Öffentliche Ämter
Müller wurde 1916 unter den Bedingungen des Burgfriedens im Ersten Weltkrieg als erster Sozialdemokrat in eine obere Reichsbehörde berufen und 1917 zum Unterstaatssekretär im Kriegsernährungsamt ernannt. Nach dem Waffenstillstand 1918 war er zunächst Unterstaatssekretär und seit dem 14. November Staatssekretär im Reichswirtschaftsamt. Sein Nachfolger war am 13. Februar Rudolf Wissell, ebenfalls SPD.

## Veröffentlichungen
- Sozialisierung oder Sozialismus. Verlag Ullstein & Co, Berlin 1919.

## Belege
1. 1 2  Rüdiger Zimmermann: Biographisches Lexikon der ÖTV und ihrer Vorläuferorganisationen. - Bibliothek der Friedrich-Ebert-Stiftung, Bonn 1998. Teil 127.
2. ↑  Erwin Hasselmann: Geschichte der deutschen Konsumgenossenschaften. Fritz Knapp Verlag, Frankfurt am Main 1971, S. 374 f.
3. ↑  AugustMüller – Das europäische Friedensproblem. In: Sozialistische Monatshefte. 23 (1917), 17. Januar 1917. Online auf library.fes.de, abgerufen am 5. Oktober 2013, S. 3.

| Personendaten    | Personendaten                                                |
| ---------------- | ------------------------------------------------------------ |
| NAME             | Müller, August                                               |
| KURZBESCHREIBUNG | deutscher Nationalökonom, Publizist und Politiker (SPD, DDP) |
| GEBURTSDATUM     | 20. November 1873                                            |
| GEBURTSORT       | Wiesbaden                                                    |
| STERBEDATUM      | 1946                                                         |
| STERBEORT        | Berlin                                                       |